# یواس‌اس ناتانائیل گرین (اس‌اس‌بی‌ان-۶۳۶)
یواس‌اس ناتانائیل گرین (اس‌اس‌بی‌ان-۶۳۶) (به انگلیسی: USS Nathanael Greene (SSBN-636)) یک زیردریایی بود که طول آن ۴۲۵ فوت (۱۳۰ متر) بود. این زیردریایی در سال ۱۹۶۴ ساخته شد.